# الحياة الجديدة (رواية)
الحياة الجديدة، هي رواية للروائي التركي "أورخان باموق"، الحاصل على جائزة نوبل، سنة 2006. صدرت سنة 1994.، وهي الرواية الرابعة ضمن إصداراته الروائية. ترجمت لعدة لغات، صدرت النسخة العربية منها في طبعتها الأولى سنة 2010 عن دار الانتشار العربية والهيئة المصرية العامة للكتاب، ترجمة سها سامح حسن، وتقديم عبد المقصود عبد الكريم. وصدرت في طبعة ثانية بتاريخ 01/01/2024 عن دار الشروق وترجمة عبد القادر عبد اللي. وتعتبر من أكثر الكتب مبيعاً في التاريخ التركي، وبفضل ذلك نال أورخان باموق شهرة واسعة محليا وعالميا.

## نبذة عن الرواية
تدور الرواية حول كتاب غامض يحدث تحولًا جذريًا في حياة بطل الرواية، إذ تنقلب حياته رأساً على عقب بعد قراءته له، يشعر أن حياته بدأت تتبدل، وأن نورًا غريبًا ينبعث من الكتاب، فيحس بأن وعيه يتغير، وبأنه يدخل عالمًا جديدًا موازياً لحياته الواقعية. يتخلى عن دراسة الهندسة المعمارية ويندفع نحو حياة جديدة حيث يصبح مهووسًا برؤى لم يعهدها من قبل، ويتورط في حب جانان االتي هي الأخرى لها علاقة بقراءة الكتاب، ويخوض  رحلة وجودية محفوفة بالمخاطر. وهكذا يتحوّل الكتاب إلى قوة مسيطرة تُعيد تشكيل وعيه ومصيره بالكامل.ولكن ثمة عقبات تواجه كل من يقرأ الكتاب، هي القتل، فثمة من يعرف القراء، وكأن هناك عيناً رقيبة تراقب من يقرأ الكتاب ويقتنيه ويشتريه،

## شخصيات الرواية
جاء في تقديم الرواية لعبد المقصود عبد الكريم أن "أبطال باموق غارقون في الحداثة، إلا أن أسماءهم ما زالت تختار من منابع تاريخية عميقة. الراوي هو عثمان اسم كل تركي، فتركيا هي الدولة العثمانية، وصدى لاسم عثمان بن عفان. والشاب الذي قدم الكتاب للفتاة اسمه محمد، وهو لا يستدعي اسم النبي فقط، لكنه يستدعي أيضا اسم محمد الفاتح الذي فتح القسطنطينية"
1. عثمان عاكف    شاب تتحول أحواله بعد قراءته لكتاب غامض ، أهمل دراسة الهندسة واندفع نحو البحث عن حياة جديدة وأسفار متواصلة، أحب جنان لكن قلبها كان مشغولا بحب محمد الذي أعطاها الكتاب. وبدافع الغيرة تورط عثمان في قتله.
2. جنان:   هي الأخرى قرأت نفس الكتاب، وتعرّف عثمان عليها من خلاله. أحبها لكنها لم تبادله المشاعر، إلا أنها شاركته لفترة في السفر بالحافلات والبحث عن "العالم الجديد".
3. ناهيت / محمد:   شاب غني أحبتْه "جنان"، كان مهووسا بالكتاب فتخلى عن حياته السابقة.
4. الدكتور فاين:   والد محمد، تاجر محافظ ومثقف قاوم الغزو الاستهلاكي الغربي، مدافع عن الهوية التركية من خلال الاشتغال في  السلع القديمة.
5. العم رفقي:   جار عثمان وصديق والده، عامل بالسكة الحديد، وكاتب القصص للأطفال. ألف الكتاب الغامض الذي كان وراء الأحداث كلها. اتضح لاحقًا أنه من كتب الكتاب الذي حوّل حياة عثمان ومحمد وجنان.

## أسلوب الرواية
الرواية تُصنَّف ضمن الأدب ما بعد الحداثي، إذ تتسم بالسخرية الذاتية، والوعي السردي، والسرد غير الخطي، ما يُحدث نوعاً من الغموض والتشويش المقصود لدى القارئ.. كما تمزج الرواية بين أنماط أدبية متعددة،  من رومانسية شعرية، إلى نقد ساخر للذات، لكنها تفكك البنية التقليدية لهذه الأنماط. كما تتناول عوالم فكرية شرقية وغربية من خلال السرد الرمزي والمجازي. 
وتوظف الرواية أسلوب الرمزية والتأويلية، حيث تتكشف طبقات المعنى تدريجيًا من خلال تشابك الواقع والخيال، مما يشير إلى الطابع التأملي والاستبطاني للعمل. 
تظهر تقنيات مثل السخرية الذاتية، والتداخل بين النص والواقع، وعي السرد بكونه سردا، واستعارات فلسفية، مثل إدماج إشارات إلى دانتي، وهو ما يخلق طبيعة تجريبية وغامضة للنص. فالكاتب يزاوج بين الرومانسية والفلسفة والألغاز

## قيل عن الرواية
يقول أورهان باموق عن "الحياة الجديدةّ" كتابي محاولة تقديم رؤيا من خلال تجربة الحب، إنه يقدم تأثير الحب على روح المرء بمزاج جاد، تغمر الرغبة الشديدة الراوي في عالم جديد ،في حياة جديدة، تكاد تنضج بالحب واصلة إلى  درجة عالية من الوعي. 
ويقول جابر عناية عن تقرير الأكاديمية السويدية، أورهان باموق بعد حيازته جائزة نوبل: «اكتشف باموق، في بحثه عن روح مدينته الحزينة، رموزاً جديدة لتضافر الحضارات وتصادمها». هذا التقديم الموجز للأكاديمية الأشهر في العالم الأدبي، تكاد «الحياة الجديدة» تجسّده وتقترب منه أكثر من أي كتاب آخر للكاتب الاشكالي ابن اسطنبول، وأحد كتّاب تركيا المعاصرة. في روايته هذه، غاص الكاتب في اسطنبول الحاضر والتاريخ. 
مشاري النعيم في العربية.نت ركّز على قدرة باموق على رسم التحولات العمرانية والاجتماعية لمدينة إسطنبول، معتبرًا الرواية بمثابة "أطلس أدبي يتحوّل إلى خريطة طبقية" تصوّر تطور المدينة عبر الزمن، وتسلط الضوء على انسياقها نحو العولمة. والرواية حظيت بانتقادات حادة رغم نجاحها التجاري الكبير في تركيا.

## اقتباسات
"لم أستطع فهم كيف تحولت هذه المدن الصغيرة البريئة وشوارع الأحياء التي بدت وكأنها تخرج من رسوم مصغرة.. إلى مجموعة من المراحل المخيفة التي كانت نسخا كربونية من بعضها البعض، مليئة بعلامات الخطر ونقاط التعجب".
"إن سقوط الحضارات العظيمة وتحطم ذكرياتها يشار إليه أولا بالتداعي الأخلاقي للصغار، فالصغار لديهم القدرة على نسيان القديم بلا ألم وبنفس سرعة تخيلهم الجديد". 

"الأشياء لها قدرة على التذكر، مثلنا تماما، الأشياء أيضا لديها القدرة على تسجيل ما يحدث لها وتحتفظ بذكرياتها، ولكن ليس على وعي بهذا، المواد تسأل بعضها البعض، تتفق، تهمس لبعضها البعض، تبدأ بعزف مقطوعة موسيقية، مكوّنة الموسيقى التي نسميها العالم".